# Klaus Ernst
Klaus Ernst, né le 1er novembre 1954 à Munich, est un homme politique allemand membre de BSW.
Membre du syndicat IG Metall, il a été adhérent du Parti social-démocrate d'Allemagne (SPD) pendant trente ans, avant d'en être exclu en 2004, puis a participé à la fondation de l'Alternative électorale travail et justice sociale (WASG) l'année suivante. Aux côtés de Gesine Lötzsch, il est coprésident de die Linke entre 2010 et 2012 avant de quitter le parti en 2023.

## Vie professionnelle

### Formation et débuts professionnels
Il quitte l'école à l'âge de 15 ans, en 1969, entreprend dès l'année suivante un apprentissage d'électromécanicien puis adhère au syndicat IG Metall (IGM) en 1972. Au cours de l'année 1974, il achève sa formation et prend la présidence de la commission de la jeunesse d'IGM et du mouvement de jeunesse de la Confédération allemande des syndicats (DGB-Jugend) à Munich.

### Études supérieures et syndicalisme
Il entre à université de Hambourg de sciences économiques et politiques en 1979, afin d'y étudier les sciences économiques et l'économie sociale. Il obtient son diplôme en 1984, et participe la même année à une grève de sept semaines en faveur de la semaine de travail de trente-cinq heures, dans la métallurgie à Stuttgart. Six mois plus tard, il devient secrétaire d’IG Metall chargé de l'Organisation, de la Formation professionnelle et des Plans sociaux, puis il se voit élu en 1995 chef de la section syndicale de Schweinfurt, en Bavière.
Dans le cadre du système de cogestion, il a siégé aux conseils de surveillance de nombreuses sociétés du secteur de la métallurgie à Stuttgart et Schweinfurt, y compris Porsche ou SKF.

## Vie politique

### A la gauche du SPD
Il rejoint le Parti social-démocrate d'Allemagne (SPD) en 1974. Opposé aux réformes libérales du chancelier Gerhard Schröder, particulièrement l'agenda 2010, il envoie un courrier électronique le 12 mars 2004, en vue de créer une « Initiative pour le travail et la justice sociale », avec pour but de constituer une alliance politique en vue des prochaines élections fédérales, prévues en 2006, qui constituerait une « alternative sociale crédible ». Six semaines plus tard, il avait reçu plus de deux mille deux cents signatures. À la demande du comité directeur, il a été exclu du parti à l'été 2004.

### Fondateur de la WASG
En janvier 2005, il participe à la fondation de Travail et justice sociale – L'alternative électorale (WASG), dont il intègre aussitôt le comité directeur. À l'occasion des élections fédérales anticipées de septembre, il approuve l'idée d'une coopération entre la WASG, le Parti du socialisme démocratique (PDS) et l'ancien président du SPD, Oskar Lafontaine. Bien qu'il ait préféré au départ une coalition de gauche, les contraintes de la loi électorale l'ont obligé à se ranger à l'idée de listes électorales du PDS, rebaptisé « Parti de gauche.PDS », ouvertes aux candidats de la WASG. Il est choisi le 23 juillet comme tête de liste pour l'alliance en Bavière et candidat dans la circonscription de Schweinfurt, représentée par le chef du groupement provincial de la CSU, Michael Glos. Bien que ce dernier conserve son mandat, Ernst est tout de même élu grâce au scrutin de liste et entre alors au Bundestag, où il devient vice-président du groupe du Parti de gauche.

### Au sein de Die Linke
Lorsque la WASG et le PDS fusionnent, afin de former Die Linke, le 16 juin 2007, il est élu vice-président du parti, un mandat confirmé le 24 mai 2008. Aux élections fédérales de 2009, il est réélu au scrutin de liste, tout en ayant obtenu un peu plus de 10 % dans la circonscription de Schweinfurt. Le 15 mai 2010, Klaus Ernst est élu coprésident de Die Linke, aux côtés de Gesine Lötzsch, en recueillant 74,9 % des voix au congrès de Rostock. Il ne se représente pas lors du congrès du 2 juin 2012.